# Crataegus ideae
Crataegus ideae är en rosväxtart som beskrevs av Charles Sprague Sargent. Crataegus ideae ingår i Hagtornssläktet som ingår i familjen rosväxter. Inga underarter finns listade i Catalogue of Life.